# Ma déclaration
Albums de Jenifer
L'Amour et moi
(2012) Paradis Secret
(2016)
Singles
1. Poupée de cire, poupée de son
Sortie : 29 avril 2013
2. Résiste
Sortie : 3 juin 2013
3. Évidemment
Sortie : 11 septembre 2013

Ma déclaration est le 6e album studio de la chanteuse Jenifer, sorti le 3 juin 2013.
Pour cet album, la chanteuse reprend des titres interprétés par France Gall, dont Poupée de cire, poupée de son, Résiste, Diego libre dans sa tête en duo avec Chjami Aghjalesi et un autre duo avec Christophe Willem sur le titre Ça balance pas mal à Paris.
L'album réussit son entrée dans les charts français puisqu'il se retrouve à la deuxième place avec plus de 27 000 albums vendus dès la première semaine. En trois semaines, l'album atteint les 50 000 exemplaires vendus.

## Promotion
Après 3 semaines de ventes, l'album est certifié disque d'or (50 000 albums mis en place en magasins). L'album est également sorti le 2 juillet 2013 au Canada. C'est la première fois qu'un album de Jenifer est commercialisé dans ce pays. Après 4 mois d'exploitation, le disque est certifié disque de platine pour 100 000 exemplaires mis en place.

### Télévision
Jenifer participe à plusieurs émissions comme Ce soir avec Arthur, puis chez Cyril Hanouna dans Touche pas à mon poste ! Ce soir on chante… France Gall ou encore Le Grand Journal pour assurer la promotion de l'album.

### Exclusivités
Pour découvrir des extraits de l'album, les internautes sont invités à se rendre sur le site officiel de Jenifer et de le partager sur les réseaux sociaux afin que la barre arrive aux 100%, permettant ainsi de découvrir en exclu des extraits de l'album.

### Polémiques
France Gall affirme n'avoir reçu aucune demande de la part de Jenifer. Cette dernière n'accordera qu'une seule interview concernant cette polémique, affirmant avoir envoyé plusieurs lettres et n'avoir jamais eu de réponse, puis en concluant : "Je n'ai pas menti, je ne suis pas une menteuse".
Universal dément la version de France Gall le 12 juin 2013 : « Oui, nous avons été en contact avec France Gall par l’intermédiaire de son conseil et ce, depuis le mois de février dernier, écrit Universal dans ce document. Nous n’avions pas juridiquement besoin de l’aval de France Gall, ni en sa qualité d’interprète des versions originales de ces titres, ni en sa qualité d’ayant droit du catalogue de Michel Berger, car nous avons respecté les œuvres initiales. Nous avons essayé d’obtenir un soutien de France Gall pour ce bel hommage qui lui a été rendu, sans y parvenir. Nous le déplorons. D’après son conseil, France Gall avait peur que cet album vienne parasiter son projet de comédie musicale Michel Berger pour 2015. »,
La promotion de l'album s'arrête le 22 juin 2013, Jenifer ne souhaitant pas poursuivre davantage ce projet.[réf. nécessaire]

## Singles
Le premier single extrait de l'album, Poupée de cire, poupée de son, sort le 22 avril 2013,. Résiste est choisi comme deuxième single pour assurer la promotion de l'album en étant, grâce à sa mélodie entraînante et plus électro, diffusé sur des radios plus axées sur la jeune génération comme NRJ. Bien qu'elle ait été blessée par les propos de France Gall et après avoir annoncé l’arrêt de la promotion de l'album, Jenifer choisit Évidemment comme troisième single de l'album. La chanson a été envoyée le 11 septembre 2013 aux radios.

## Liste des pistes
Jenifer a choisi de reprendre 12 des plus grands succès de France Gall. 
| No  | Titre                                                   | Auteur                         | Durée |
| --- | ------------------------------------------------------- | ------------------------------ | ----- |
| 1.  | Évidemment                                              | Michel Berger                  | 3:30  |
| 2.  | Ella, elle l'a                                          | Michel Berger                  | 4:58  |
| 3.  | Diego libre dans sa tête (feat. Chjami Aghjalesi)       | Michel Berger                  | 2:47  |
| 4.  | Résiste                                                 | Michel Berger                  | 3:50  |
| 5.  | Besoin d'amour                                          | Michel Berger, Luc Plamondon   | 4:04  |
| 6.  | Si maman si                                             | Michel Berger                  | 3:04  |
| 7.  | Ça balance pas mal à Paris (duo avec Christophe Willem) | Michel Berger                  | 2:35  |
| 8.  | Comment lui dire ?                                      | Michel Berger                  | 3:24  |
| 9.  | La Déclaration d'amour                                  | Michel Berger                  | 3:34  |
| 10. | Poupée de cire, poupée de son                           | Serge Gainsbourg               | 2:48  |
| 11. | Laisse tomber les filles                                | Serge Gainsbourg               | 2:49  |
| 12. | Message personnel                                       | Michel Berger, Françoise Hardy | 3:44  |

'Pistes bonus'
| No  | Titre                                        | Durée |
| --- | -------------------------------------------- | ----- |
| 13. | Poupée de cire, poupée de son (instrumental) | 2:53  |
| 14. | Résiste (instrumental)                       | 3:51  |
| 15. | Évidemment (instrumental)                    | 3:29  |

## Ventes
| Pays     | Meilleure Position                       | Certification | Chiffres de vente |
| -------- | ---------------------------------------- | ------------- | ----------------- |
| France   | 2                                        | Platine       | 95 000            |
| Belgique | 1 (Région Wallonne) 83 (Région flamande) | Or            | 10 000            |
| Suisse   | 23                                       | -             | 2 000             |